# 노형구
노형구(한국 한자: 盧亨求, 1992년 4월 29일 ~ )는 대한민국의 축구 선수이다. 포지션은 수비수이다.